# Стела Адлер
Стела Адлер (енгл. Stella Adler; Њујорк, 10. фебруар 1901 — Лос Анђелес, 21. децембар 1992) је била америчка глумица и угледни учитељ глуме. Основала је Студио глуме у Њујорку 1949. године, а Академију глуме у Лос Анђелесу основала је 1985. године. Стела Адлер Студио глуме у Њујорку су похађали познати глумци попут Марлон Бранда, Роберт де Нира и Џени Лумет, ћерка Сидни Лумета.
Том Опенхајм, њен унук, сада води њен студио глуме у Њујорку. Ирена Гилберт, блиски пријатељ Стеле Адлер, која је наговорила свог ментора Стелу Адлер да отвори Академију глуме и у Лос Анђелесу, била је директор академије двадесет година. Џоана Линвил, дугогодишњи промотер Стела Адлер Академије у Лос Анђелесу, наставила је да подучава и унапређује Стелину заоставштину. Академију у Лос Анђелесу су завршили многи глумци - Марк Рафало, Бенисио дел Торо, Брајон Џејмс, Салма Хајек, Клифтон Колинс млађи и Шон Астин.

## Младост
Рођена је у Њујорку у глумачкој породици. Њен отац Јаков Павлович Адлер, рођен у Царској Русији, био је познати глумац у Одеси, али када је у Царској Русију Јидиш позориште било забрањено, отишао је за Лондон, па затим у Њујорк, где је основао независну Јидиш трупу. Тако је Стела рођена у Њујорку у глумачкој породици. Сви њени чланови породице, мајка Сара, отац Јаков, браћа Лутер, Џеј и полубрат Чарлс, глумили су у породичном независном Јидиш позоришту. Стела, ка најмлађи члан породице, са само четири године почела је да глуми у независној Јидиш компанији њених родитеља. Они су били веома важан део јеврејске позоришне сцене која је цветала у Њујорку крајем деветнаестог века, a Стела Адлер је постала најпознатији и најутицајнији члан породице.

## Каријера
Своју глумачку каријеру започела је са четири године у комаду ‘Сломљена Срца’ (Broken Hearts), у позоришту ‘Гранд Стрит’ (Grand Street Theatre), учествујући као део уметнички независне Јидиш трупе својих родитеља. Одрасла је глумећи поред својих родитеља, често играјући улоге својих вршњака. Због обавеза у позоришту имала је мало времена за школовање, али када је то било могуће, похађала је државне школе и универзитет у Њујорку.
Свој први наступ у Лондону, са 18 година, као Наоми у представи ‘Елиса Бен Авиа’, имала је са позориштем њеног оца, у којем се 
појављивала пре повратка у Њујорк. У Лондону је упознала свог првог мужа, Енглеза Хорација Еласчрефа; њихов брак је трајао кратко. Свој први наступ на енглеском језику имала је 1922. године на Бродвеју, улогом Лептирице у представи “Свет у коме живимо”, а такође је једну сезону провела у кабареу. Познати руски глумац и редитељ Константин Станиславски је направио америчку турнеју са својим Московским Арт театром од 1922-1923 године. Московско позориште је својим извођењем оставило снажан и трајан утицај на Адлер као и на америчко позориште 20. века. Америчку позоришну лабораторију (American Laboratory Theatre) 1923. године оснивају некадашњи чланови Московског уметничког позоришта - Ричард Болеславски и Марија Успенскаја. Они су примењивали теорије Станиславког као наставни метод. Руски наставници и глумци, некадашњи чланови Московског уметничког позоришта, упознали су Стелу Адлер са теоријама Станиславког, када им се придружила 1925. године у Америчком позоришту Лабораторија (American Laboratory Theatre). Она се касније, преко позоришног режисера и критичара Клурмана, са ким се 1943. године и венчала, придружује позоришној групи у Њујорку, коју су основали Харолд Клурман, Ли Стразберг и Черил Крафорд. Са овим позориштем она је играла у представама ‘Прича о успеху’ (Success Story, Џон Хауард Лосон), ‘Пробудите се и певајте’ (Awake and Sing, Клифорд Одетс), ‘Изгубљени рај’ (Paradise Lost, Клифорд Одетс).
Чланови позоришне групе примењивали су технике и методе глумљења засноване на раду и списима Станиславког. Када је 1934. године отишла са Харолдом Клурманом у Париз, интензивно је учила код Станиславског. Током овог периода, научила је да је Станиславски ревидирао своје теорије, наглашавајући да глумац треба да ствара више из маште него из памћења.
Ти тренуци када је Стела упознала Станиславксог и разговори које је она водила са чувеним мајстором, имали су за последицу да је по повратку из Париза, уследила чувена конфронтација Стеле Адлер и Ли Стразберга о томе како треба подучавати глуму. Она се удаљила од Лија Стразберга у основним аспектима методе глуме. Адлер се у јануару 1937. године сели у Холивуд. Тамо је шест година глумила у филмовима под именом Стела Адлер, а повремено се враћала у своју позоришну групу (The Group Theater) док се није распустила 1941. године. Тада се вратила у Њујорк и пре него што је основала Стела Адлер Студио глуме 1949. године, он је радила као глумац и учитељ у драмској радионици Ервина Пискатора (Erwin Piscator’s Dramatic Workshop), у новој школи за Социјална истраживања (New School for Social Research) у Њујорку. У наредним годинама она је поучавала Марлон Бранда, Џуди Гарланд, Елизабету Тејлор, Долорес дел Риоа, Роберт Де Нира, Илејн Стрич, Мартина Шина, Ману Тупоуа, Харвија Кајтела, Мелани Грифит, Питера Богдановича и Ворена Бејтиа.
Поучавала их је између осталог принципима ликова и анализи текстова позоришних комада. Такође је поучавала у Новој школи (The New School) и у драмској школи на Јејлу (Yale Scool of Drama. Адлер је дуги низ година водила одељење редовних студената драме на Универзитету у Њујорку, и постала је један од америчких водећих учитеља глуме. На новој школској драмској радионици (New School’s Dramatic Workshop), Марлон Бранда подучавала је Стела Адлер, са којом је савладао технику метода Станиславког. Она је била први професионални учитељ глуме Марлон Бранду. Глумац Марлон Брандо је рекао “Стела Адлер је била прва жена, прва култивисана особа коју сам упознао. Био сам тада тек провинцијалац из Небраске... Стела, њена ћерка и њен муж Харолд Клурман омогућили су ми да сретнем много људи у Њујорку и да схватим ствари које никада сам не бих разумео”.
Објавила је своју книгу под називом Техника глуме ('The Technique of Acting'), са предговором Марлон Бранда. Адлер се редовно појављује на Бродвеју од 1926. до 1952. године.

## Позоришне представе и три филма
Позоришне представе у којима је наступала су следеће - Сламени Шешир, 1926. године (The Straw Hat); Велико Језеро, 1927. године (Big Lake); Кућа Конелија, 1931. године (The House of Connelly); Хиљаду деветсто тридесет и прва, 1931. године (1931); Ноћ над Таосом, 1932. godine (Night over Taos); Прича о успеху, 1932. године (Success Story); Велика Ноћ, 1933. године (Big Night); Хилда Касиди, 1933. године (Hilda Cassidy); Госпођа, 1934. године (Gentlewoman); Момак Златни Орао 1934. године (Gold Eagle Guy); Пробуди се и Певај, 1935. године (Awake and Sing); Изгубљени Рај, 1935. године (Paradise Lost); Синови и Војници, 1943. године (Sons and Soldiers); Слатки Мали Салон, 1944. године (Pretty Little Parlor); Поновно извођена представа 1946. године - Онај кога шамарају 1946. године (He Who Gets Slapped); Менхетн Ноћу, 1943. године (Manhattan Nocturne); Доручак у Недељу 1952. године (Sunday Breakfast). Она је се појавила на само три филма - Love on Toast (1937), Shadow of the Thin Man (1941), and My Girl Tisa (1948).

## Лични живот
Адлер је била у сродству са Џеријем Адлером, глумцем и позоришним редитељем.
Адлер се удала три пута, прво за Хорација Елијасшефа, оца њеног јединог детета Елен, затим од 1943. до 1960. за редитеља и критичара Харолда Клурмана, једног од оснивача Групног позоришта. Напокон је била удата за физичара и романописца Мичела А. Вилсона, који је умро 1973.
Од 1938. до 1946. била је шогорица глумице Силвије Сидни. Сидни је у то време била удата за њеног брата Лутера и њему је родила дете. Чак и након што су се Сидни и Лутер развели, она и Силвија остали су блиски пријатељи.
Доживотна демократа, подржала је кампању Едли Стивенсона током председничких избора 1952.
21. децембра 1992. Адлер је умрла од срчаног удара у 91. години у Лос Анђелесу. Сахрањена је на гробљу Маунт Кармел у Глендејлу, Њујорк.